# ترخس كاشغري
ترخس كاشغري (الاسم العلمي:Trechus kashgarensis) هو نوع من الحشرات يتبع جنس الترخس من فصيلة الخنافس الأرضية.